# Malakosaria sinclairii
Malakosaria sinclairii is een mosdiertjessoort uit de familie van de Calwelliidae. De wetenschappelijke naam van de soort is voor het eerst geldig gepubliceerd in 1857 door Busk.